# 我回來了、歡迎回家
《我回來了、歡迎回家》（日语：ただいま、おかえり）是日本漫畫家市川壹創作的基于ABO世界观的日本漫畫。該漫畫自2015年11月起在Fusion Product的《Omegaverse Project》杂志上连载，已出版至第4冊單行本。

## 登場角色

### 藤吉家
藤吉真生（聲：田丸篤志）
一個因社會的偏見而缺乏自信的全職丈夫。身體比較虛弱，很容易發燒。頸後有一圓形印記。
藤吉弘（聲：森川智之）
熱愛家庭的精英上班族。
藤吉輝（聲：種崎敦美）
藤吉家的長男。
藤吉陽（聲：小原好美）
輝的妹妹。

### 松尾家
松尾知泰（聲：鳥海浩輔）
弘的兒時好友兼同事。
松尾優人（聲：增田俊樹）
知泰的弟弟，是雙胞胎哥哥。擅長做菜。
松尾秀人（聲：興津和幸）
知泰的弟弟，是雙胞胎弟弟。擅長做甜點。

### 藤吉家的鄰居
平井祐樹（聲：八代拓）
住在藤吉家隔壁的大學生。不擅長和人打交道且性格畏縮。
望月仰人（聲：淺沼晉太郎）
藤吉家的鄰居。失去妻子後，他獨自撫養滿。
望月滿（望月 満，聲：本渡楓）
輝最好的朋友。冷靜堅定。

### 弘的家
藤吉浩司（聲：ふくまつ進紗（戲劇 CD）；辻親八（動畫））
弘的父親。他有著精英本性，和兒子相處得並不好。
藤吉晶（聲：今泉葉子（戲劇 CD）；進藤尚美（動畫））
弘的母親，浩司的妻子。

## 電視動畫

### 主題曲
片頭曲
主唱：MADKID，作詞：LIN、YUKI，作曲、編曲：hisakuni (SUPA LOVE)
第6話未使用
片尾曲
主唱：谷本貴義，作詞、作曲、編曲：

### 各話列表
| 話數 | 日文標題 | 中文標題           | 劇本       | 分鏡       | 演出                     | 作畫監督 | 總作畫監督                       | 首播日期      |
| ---- | -------- | ------------------ | ---------- | ---------- | ------------------------ | --- | -------------------------------- | ------------- |
| #01  |          | 初次見面           | 中村能子   | 石平信司   | 村田尚树                 | 伊更、高泽美佳、泽井真纪 能条理行、荒井美穂、中岛美子 大和田彩乃、周刚                                                              | 大澤美奈                         | 2024年 4月8日 |
| #02  |          | 好朋友             | 中村能子   | 石平信司   | 渡邊正彦                 | 山下英美、鈴木莉乃 久保美月、加藤義貴、小林奈奈海 大和田彩乃、武藤健、能地清 、寧波麦冬映画                                         | 大和田彩乃、 大澤美奈、 久保美月 | 4月15日       |
| #03  |          | 對不起             | 山田由香   | 渡部穩寬   | 吉本毅                   | 伊更、澤井真紀、荒井美穗 能條理行、許睿雄、羽根田弓子                                                                               | 大澤美奈                         | 4月22日       |
| #04  |          | 燦爛的太陽         | 大場小百合 | 大庭秀昭   | 渡邊正彦                 | 山下英美、久保美月、小林奈奈海 加藤義貴、Animore、寧波麦冬映画                                                                      | 大澤美奈、 大和田彩乃、 中山由美 | 4月29日       |
| #05  |          | 哥哥               | 山田由香   | 薦田佳苗   | 薦田佳苗                 | 澤井真紀、伊更、許睿雄、羽根田弓子 Adrain、、One Order                                                                              | 大澤美奈                         | 5月6日        |
| #06  |          | 回鄉               | 中村能子   | 石平信司   | 村田尚樹                 | 村上真紀、久保美月、加藤義貴 小林奈奈海、山下英美、張昀、周剛                                                                       | 大澤美奈、 大和田彩乃、 中山由美 | 5月13日       |
| #07  |          | 我回來了、歡迎回家 | 大场小百合 | 江副仁美   | 吉本毅                   | 泽井真纪、高桥纪子、堀井结月 荒井美穗、伊更、羽根田弓子                                                                             | 大泽美奈                         | 5月20日       |
| #08  |          | 同心結             | 山田由香   | 鈴木佑太   | 渡邊正彥                 | 張昀、加藤義貴、山下英美 久保美月、能條理行、小林奈奈海 鈴木莉乃、無錫月靈動畫、寧波麥冬映畫                                        | 大和田彩乃、 久保美月、 大澤美奈 | 5月27日       |
| #09  |          | 番茄小朋友         | 大場小百合 | 大畑清隆   | 村田尚樹                 | 伊更、澤井真紀、荒井美穗 高橋紀子、羽根田弓子、福江光惠                                                                             | 大澤美奈                         | 6月3日        |
| #10  |          | 最喜歡             | 山田由香   | 松村樹里亞 | 渡邊正彦                 | 久保美月、張昀、無錫月靈動画、Animore                                                                                               | 大和田彩乃、 中山由美            | 6月10日       |
| #11  |          | 拜拜？             | 大場小百合 | 石平信司   | 薦田、 鈴木佑太、 徐惠真 | 山下英美、高橋紀子、小林奈奈海 張昀、lolroute、 無錫月靈動畫、EN.studio 溫州蘿蔔動漫設計有限公司 New Animation Studio、寧波麥冬映畫 | 大澤美奈、 大和田彩乃            | 6月17日       |
| #12  |          | 明天見             | 中村能子   | 石平信司   | 渡邊正彦                 | 伊更、澤井真紀、小林奈奈海 古池、荒井美穗、張昀無錫月靈動畫                                                                         | 大澤美奈、 大和田彩乃、 中山由美 | 6月24日       |

### BD＆DVD
| 卷數 | 發行日期      | 收錄話數       | 規格編號  | 規格編號  |
| 卷數 | 發行日期      | 收錄話數       | BD        | DVD       |
| ---- | ------------- | -------------- | --------- | --------- |
| 1    | 2024年9月4日  | 第1話 - 第4話  | BIXA-1461 | BIBA-3641 |
| 2    | 2024年10月2日 | 第5話 - 第8話  | BIXA-1462 | BIBA-3642 |
| 3    | 2024年11月8日 | 第9話 - 第12話 | BIXA-1463 | BIBA-3643 |

## 外部連結
- 『ただいま、おかえり』動畫官方網站 （页面存档备份，存于）
- TVアニメ『ただいま、おかえり』的X（前Twitter）